# Francisco Agramonte Cortijo
Francisco Agramonte Cortijo (Madrid, 4 de junio de  1880-1 de agosto de 1966), diplomático y biógrafo español.

## Biografía
De orígenes cubanos por parte de padre, José María Agramonte Agüero Caso, casado en segundas nupcias con una española, nació, se educó y empezó la carrera de Medicina en Madrid, pero la abandonó al fallecer su padre para licenciarse en Derecho, carrera que ejerció por poco tiempo, pues se empleó como secretario de José Ortega Munilla, editor de El Imparcial y padre del filósofo. Se había formado en el elitista Colegio de Estudios Superiores Мaria Cristina que tenían los agustinos en San Lorenzo de El Escorial, por cuyas aulas pasaron también Manuel Azaña y Pedro Martínez de Irujo.
Sustituyó a Eduardo Zamacois como director de la conocida colección de novela popular El Cuento Semanal (1907-1912), tarea que luego dejó en manos de Emilio Carrere, y en 1910 ingresó en la carrera diplomática, siendo enviado a Grecia como agregado sin sueldo. Tras pasar una época en Turquía y Egipto, fue destinado a Tetuán (protectorado español de Marruecos) de lo que aprovechó para casarse en Madrid. Fue luego asignado al Extremo Oriente (Japón y China), América central y Sudamérica (agregado a la embajada de Buenos Aires), fue embajador en Berlín y finalmente en Canadá.
Entre abril de 1931 y enero de 1932, fue subsecretario del Ministerio de Estado.
Escribió un par de volúmenes de memorias, una biografía de Federico el Grande que fue traducida al alemán (1928), otra de Juan Prim (1931) y un monumental Diccionario cronológico biográfico universal que estuvo actualizando hasta el fin de sus días. Tradujo la obra del dramaturgo danés Kaj Munk.

## Obras
- Prim, la novela de un gran liberal de antaño, Madrid, Compañía Ibero-Americana de publicaciones, 1931.
- Conferencia: leída en el salón de actos de la Sociedad Económica de Amigos del País, de Málaga, 19 de mayo de 1939, día de la victoria [Oviedo?: s. n., 1939]
- Ensayo de un Diccionario Biográfico-Cronológico de los Siglos XV al XX, Madrid: Aguilar, 1942.
- Diccionario cronológico biográfico universal: Con 4400 biografías, cronológicas y esquemáticas, de las más notables personalidades de la historia, Madrid: Aguilar, 1952; es una ampliación del anterior, del que se considera segunda edición. Todavía hubo una tercera en 1961.
- El Frac, a veces, aprieta: Anécdotas y lances de la vida diplomática 1910-1950. 1955; 1957, 2.ª edición. Hay reimpresión de La Coruña: Ediciones del Viento, 2008.
- Canadá, relatos de viajes,	Santa Cruz de Tenerife, 1950 [i. e., 1951].
- Extraoficial. Recuerdos de la vida de un diplomático, Madrid: Aguilar, 1958.
- Los últimos años de Federico el Grande: Según los diplomáticos españoles, franceses y prusianos de su tiempo... Berlín: Pantheon-Verlag, 1928. Se publicó también en el mismo lugar y editorial en alemán, con el título Friedrich der Grosse. Die Letzten Lebensjahre. Nach bisher unver"ffentlichten Dokumenten aus spanischen, franz"sischen und deutschen Archiven von Deutsche Bearbeitung von Alfred Semerau..
- Prólogo y traducción, junto a Daniel Kraemer, de Kaj Munk, Un idealista; La víspera de Cannas: teatro Madrid: Aguilar, 1947.
- Grecia ante la I Guerra Mundial / Η Ελλαδα εναντι του Α' Παγκοσμιου Πολεμου, Granada: Centro de Estudios Bizantinos, Neogriegos y Chipriotas, 2010.
- Lope de Vega als lebendiges Sinnbild Spaniens [Stuttgart]-[Berlín]: [Deutsche Verl.-Anst.] 1936.

## Condecoraciones
Orden del León Blanco 29.3.1935 (I. clase)